# Bâton laid

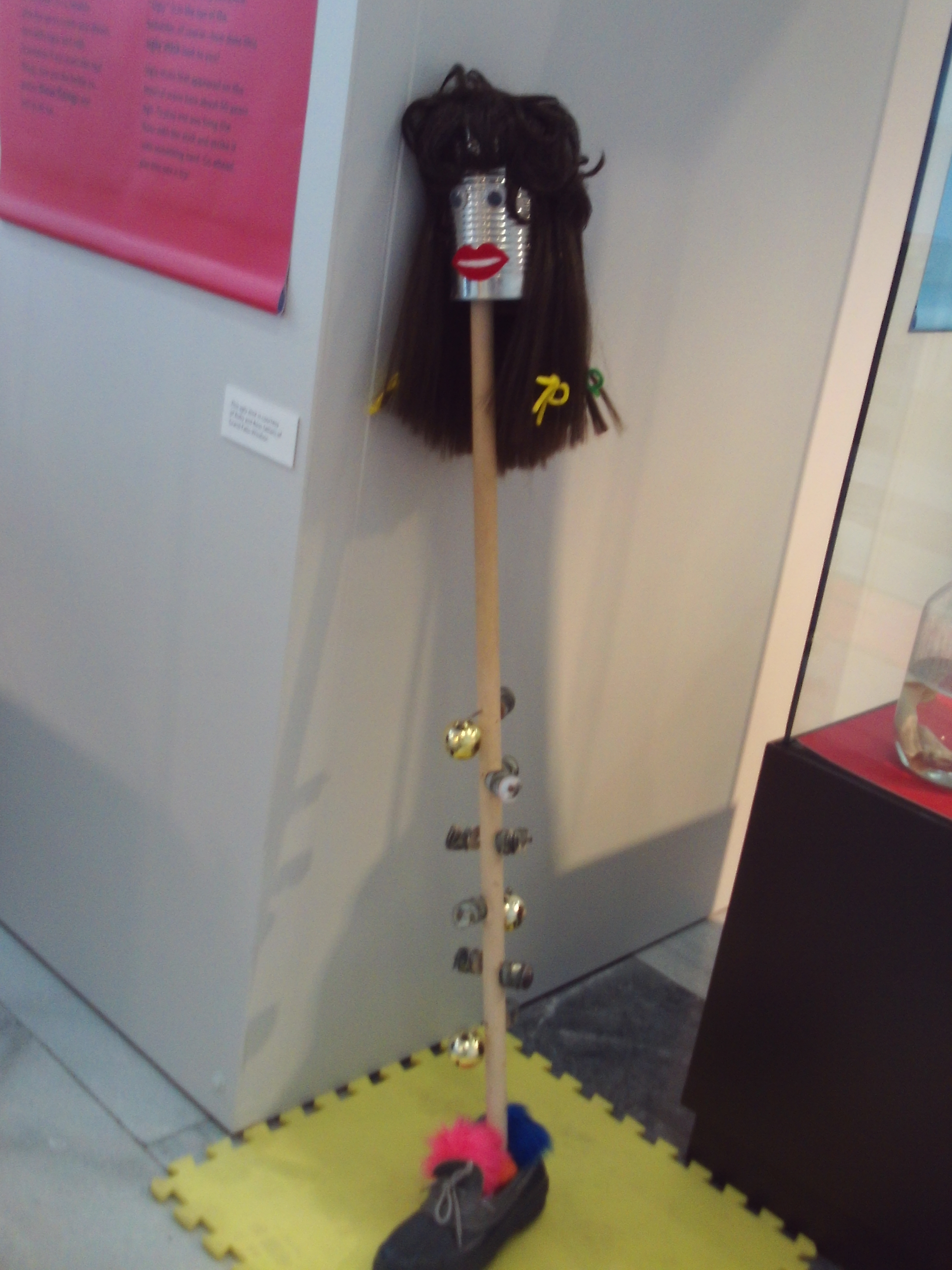

Le bâton laid (anglais : ugly stick) est un instrument de musique traditionnelle de Terre-Neuve (en) fabriqué à partir d'articles ménagers et d'outils, généralement un manche de serpillière avec des bouchons de bouteille, des boîtes de conserve, de petites cloches et d'autres objets sonores. L'instrument est joué à l'aide d'une baguette et a un son distinctif.

## Histoire
Dans les avant-ports et les villages éloignés, les rassemblements sociaux tels que les concerts, les times, les mummers (en) et les fêtes de cuisine constituaient une partie importante de la culture rurale. Les principaux instruments mélodiques étaient les accordéons et les violons. À partir du XXe siècle, l'accompagnement rythmique était assuré par le bâton laid. L'histoire des débuts de l'instrument est vague, mais il y a des précurseurs clairs : « Des instruments de percussion similaires étaient connus en Europe dès le XVIe siècle. La fanfare de la Légion étrangère française comprend un instrument similaire appelé chapeau chinois, tandis que les fanfares de l'armée britannique ont utilisé un bâton couvert de cloches appelé Jingling Johnny jusqu'au XIXe siècle. Aujourd'hui, en Angleterre, les musiciens traditionneles jouent encore d'une version du bâton laid, qu'ils appellent un mendoza ou un bâton de singe (en). En Australie, il est connu sous le nom de lagerphone, d'après les capsules de bouteilles de bière ou de lager utilisées pour sa construction ; il existe des instruments aborigènes similaires fabriqués avec des coquillages au lieu de capsules de bouteilles. »
Bien qu'il soit souvent décrit comme un instrument traditionnel de Terre-Neuve, le bâton laid n'est probablement devenu familier au public de Terre-Neuve et du Labrador qu'au début des années 1980. Le Newfoundland and Labrador Folk Festival Guide de 1987 présentait un joueur de bâton laid sur la couverture. Le guide indiquait que l'instrument n'était "pas disponible dans les magasins de musique" et donnait l'explication suivante : « Qui est le type sur votre couverture et à quoi joue-t-il sur .... ? Nous pensions que vous ne le demanderiez jamais. Il s'agit de Winston Stanley, un habitant de Goulds (en), près de Saint-Jean de Terre-Neuve. L'objet qu'il frappe avec le bâton le plus court est à peu près l'instrument folklorique le plus unique que vous verrez ou entendrez jouer sur la scène de n'importe quel festival folk cet été. Il s'agit du bâton laid, qui consiste en une serpillière à laquelle sont attachés des bouchons de bouteilles et des boîtes de feutre, le tout surmonté d'une boîte de jus de pomme Avon de 48 onces. Lorsque le bâton court est utilisé de la bonne manière, cet instrument folklorique unique peut ressembler au son d'un ensemble complet de tambours et s'intègre très bien à la musique folk ».
Winston Stanley a peut-être été l'un des premiers musiciens locaux à populariser le bâton laid, en fabriquant son propre bâton à la fin des années 1970, tandis que Buddy Wasisname and the Other Fellers (en) ont acquis leur premier bâton à Charlottetown, sur l'Île-du-Prince-Édouard, en 1983 : « Vous pouvez également trouver un authentique bâton laid. Il est construit de main de maître avec des bouchons de bière, du ruban adhésif, une boîte de tabac et quelques morceaux de bois. C'est comme ça. »
Dans les années 1990, des références aux bâtons laids commencent à apparaître dans les publications locales. L'instrument a probablement été stimulé par son utilisation par le Folk of the Sea Choir, une chorale de pêcheurs qui s'est formée après le moratoire sur la morue en 1992. Lors du premier concert du Choir en 1994, il a été présenté par les frères Dunne, Rick et Doug, de Renews, accompagnés de Gerard Hamilton. Doug a expliqué son instrument au public : « Beaucoup d'entre vous savent ce que c'est. C'est un bâton moche. Et vous pouvez voir pourquoi. Quoi qu'il en soit, il s'agit essentiellement d'une vieille serpillière, ou d'une nouvelle si vous jouez au Centre des arts et de la culture (en) (rires prolongés et applaudissements), et d'une vieille boîte de jus de fruit recouverte de ruban adhésif noir. Une poignée de clous de trois pouces et demi. Quelques boîtes de feutre, des bouchons de bière, d'où qu'ils viennent [rires], et c'est à peu près tout, et c'est censé faire de la musique. »

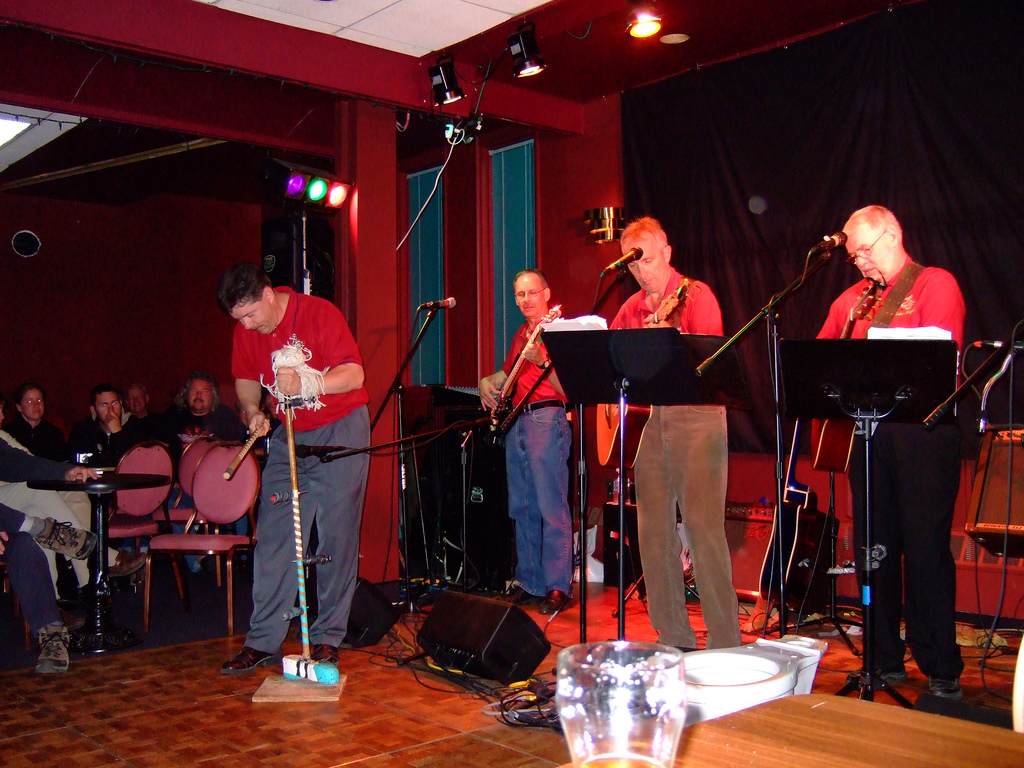
Joueur de bâton laid accompagné d'autres musiciens.

C'est également dans les années 1990 que l'on a commencé à trouver dans les magasins de musique et de cadeaux locaux des bâtons moches fabriqués par des artisans tels que Grenfell Letto. Originaire du détroit du Labrador, Letto a commencé à fabriquer des mini bâtons laids que les touristes pouvaient rapporter chez eux plus facilement que la version plus grande. En 2012, il aurait fabriqué environ 150 grands bâtons laids et entre 200 et 300 de ses mini bâtons laids par an pour le marché touristique.
L'appellation bâton laid n'était pas universelle même dans les années 2000. En 2007, les folkloristes Maureen Power et Evelyn Osborne ont documenté le jeu d'un "bâton idiot" par Melvin Combden, Seldom-Come-By, sur l'île de Fogo.
Au début des années 2000, les communautés ont commencé à organiser des ateliers de fabrication de bâtons laids. L'un des premiers ateliers organisés s'est tenu à Trepassey, dans le cadre de la célébration de l'année du retour au pays (en). Yvonne Fontaine était alors la coordinatrice de la Southern Avalon Development Association. « Le bâton laid est un instrument de musique traditionnel de Terre-Neuve qui est utilisé depuis de nombreuses années lors des fêtes de cuisine », explique Yvonne Fontaine. « Je me suis dit : "Pourquoi ne pas apprendre aux gens à fabriquer un bâton laid, puis à en jouer ?" J'ai pensé que cela aiderait à préserver cette partie de notre culture et de notre patrimoine. »
Le festival Mummers, créé en 2009, comprend régulièrement des ateliers de fabrication de bâtons de laideur, auxquels participe souvent le fabricant Wayne Cave, basé à Trepassey. Le directeur fondateur du festival, Ryan Davis, a fait remarquer en 2014, « Pour le mummering en particulier, le bâton est l'accompagnement parfait. Contrairement à une guitare, par exemple, qui est quelque peu fragile, le vilain bâton est un instrument robuste qui peut résister à une dure nuit d'hiver et de fête. La percussion et la danse dur vont si bien ensemble. Il sert également de canne pour ceux qui ont du mal à rester sur leurs pieds ! »
Le festival a élargi son programme d'ateliers à l'extérieur de Saint-Jean, y compris un atelier à Portugal Cove-St. Philips où les bâtons ont été fabriqués principalement par des familles avec de jeunes enfants. Un atelier sur la fabrication de bâtons laids a été inclus dans la conférence mondiale du Conseil international pour la musique traditionnelle (en), qui s'est tenue à Saint-Jean en 2011, et des ateliers ont été organisés indépendamment dans des communautés comme Summerside et Bauline, qui a tenu une "hôpital du bâton laid" en 2018.
Les expatriés et les musiciens itinérants ont répandu l'utilisation des bâtons laids à travers le Canada et à l'international. Les traditions ont continué à évoluer dans les années 2000 : un mariage en 2000 à Pembroke, en Ontario, avec une mariée " né en Nouvelle-Écosse et originaire de Terre-Neuve " a impliqué un bâton laid. « L'un des instruments de musique que nous attendons tous avec impatience et qui arrivera de Terre-Neuve est le bâton laid. Il s'agit d'un instrument de fabrication artisanale qui produit un rythme bien à lui. Le bâton laid est fait d'un manche à balai avec une botte à une extrémité et des capsules de bière attachées le long du manche, ce qui crée un son unique. Aucune gigue ou reel ne vaut son pesant d'or si le bâton laid ne rebondit pas sur le sol. Et bien sûr, aucun mariage ne serait complet sans un bâton laid - et donc nous attendons avec impatience. »
En 2015, l'association Terre-Neuve Newfoundlanders & Friends a organisé un concours de bâtons moches pendant le festival Newfie Days à Lunenburg, en Nouvelle-Écosse. En 2016, un livre pour enfants de Joshua Goudie sur les bâtons laids a été publié pour mettre en valeur la culture musicale de Terre-Neuve-et-Labrador.

## Construction
Le corps principal de l'instrument est un manche à balai ou à serpillière, parfois coupé à la longueur désirée. Souvent, une vieille botte en caoutchouc est fixée à la base et une boîte de conserve faisant office de cymbale est fixée tout en haut. À des intervalles stratégiques sur toute la longueur du manche, des clous ou des vis fixés avec des bouchons de bouteilles, des boîtes de feutre et autres bruiteurs sont cloués dans le manche. L'instrument est ensuite décoré avec des éléments de couleur et des peluches au goût de l'artiste pour créer un instrument unique au fabricant. L'éducateur artistique Jason Sellers a noté en 2008 : « Le bâton doit être choisi judicieusement. N'oubliez pas : votre création peut être simple ou compliquée, mais dans tous les cas, elle sera excentrique. Pour acquérir suffisamment de capsules de bouteilles pour un bâton laid, vous devrez prévoir au moins deux longs week-ends avant votre premier grand concert. Quelques douzaines suffiront, mais plus vous accumulerez de bling-bling, plus votre bâton sera bruyant et moche. Allez à l'arrière de la cabane à outils (comme le ferait Pop) et déterrez toutes les pièces qui sonnent et s'entrechoquent. Si vous pouvez y planter un clou et qu'il fait du bruit, il conviendra parfaitement à un bâton laid. »

## Jeu
Le bâton laid est tenu d'une main à mi-hauteur du manche et le musicien tient une baguette de tambour dans l'autre. L'instrument est soulevé et laissé tomber sur le sol de manière rythmique tandis que le musicien frappe les attaches et la cymbale pour embellir le son.